# Mukna
Mukna (bengálský zápas) je styl indického bojového umění založený ve státě Manípur v 15. století. Podle legendy jej založil Pakhangba, který v zápase se svým bratrem použil techniku, z níž se vyvinulo umění mukna.